# Ingrid Dahn
Ingrid Dahn (né en 1939 à Schwedt) est une plasticienne et peintre allemande.

## Biographie
Ingrid Dahn a étudié de 1959 à 1962 à l'Académie des Beaux-Arts de Karlsruhe, entre autres, avec comme professeurs Hans Kindermann et Fritz Klemm. De 1963 à 1965, elle a étudié la sculpture avec Rudolf Hoflehner à l'Académie des beaux-arts de Stuttgart et la science politique avec Golo Mann à l'Université de Stuttgart. 
Dahn est membre depuis 1973 de la Deutscher Künstlerbund et depuis 1975 de l'association des artistes du Bade-Wurtemberg. En 1997 elle fonde avec les artistes Max Schmitz et David Lauer le groupe Ataraxia.
L'artiste vit et travaille à Leonberg (Bade-Wurtemberg) et La Orotava, Tenerife. 

## Galerie

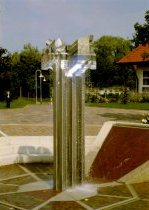
Place avec jeu d'eau, 1990, plexiglas, acier, granit gris et porphyre, H.: 360cm, à Weilheim an der Teck.
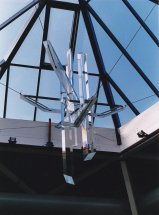
Chemin de lumière (Lichtwege), 1994, plexiglas et acier, H:280 cm.
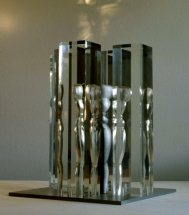
Image, reflet et illusion (Bild, Abbild, Scheinbild) V, 1996, plexiglas et acier, H.:35cm.
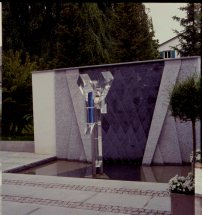
Jeu d'eau, 2000, plexiglas, acier, granits gris et noir, Zürich.
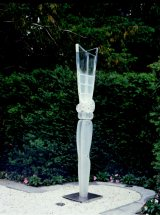
Calme (In Ruhe) III, 2001, plexiglas et acier, H.: 227cm.
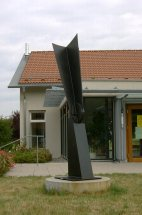
Grande tête parabolique (Großer Parabelkopf), 2001, acier Corten, H.:260cm
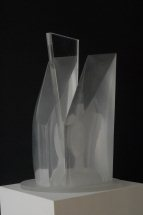
Kopfraum, 2011, plexiglas.